# Ленинское сельское поселение (Краснодарский край)
Ленинское сельское поселение — муниципальное образование в Усть-Лабинском районе Краснодарского края России.
В рамках административно-территориального устройства Краснодарского края ему соответствует Ленинский сельский округ.
Административный центр и единственный населённый пункт  — хутор Безлесный.

## Население
| 2010  | 2012  | 2013  | 2014  | 2015  | 2016  | 2017  |
| ----- | ----- | ----- | ----- | ----- | ----- | ----- |
| 1437  | ↘1421 | ↘1413 | ↗1419 | →1419 | ↗1420 | ↘1395 |
| 2018  | 2019  | 2020  | 2021  | 2023  |       |       |
| ↘1372 | ↘1341 | ↘1336 | ↘1185 | ↘1164 |       |       |